# 張楊 (映画監督)
張楊（チャン・ヤン、Zhang Yang, 1967年 － ）は、中国北京出身の映画監督。

## 経歴
父の張華勳も1980年代に数々のアクション映画を手がけた映画監督。少年時代を胡同で過ごした体験は後の彼の作品作りに影響を及ぼしている。
中山大学中文科、中央戯劇学院監督科で学び、舞台やMTVの演出を手がけた後、オムニバス映画『スパイシー・ラブスープ』でデビュー。第6世代の監督のひとりとして一躍注目を浴びる。
胡同を舞台に父子の心の触れ合いを描いた第2作『こころの湯』が日本や欧州でヒット。同作と『胡同(フートン)のひまわり』でサン・セバスティアン国際映画祭の最優秀監督賞を2度受賞。

## 監督作品
- スパイシー・ラブスープ （原題：愛情麻辣燙　1997年）
- こころの湯 （原題：洗澡　1999年）
- 昨天（※日本未公開　2001年）
- 胡同(フートン)のひまわり （原題：向日葵　2005年）
- 帰郷（原題：落葉帰根　2007年）※第20回東京国際映画祭で上映
- グォさんの仮装大賞（原題：飞越老人院 / Full Circle　2012年）
- ラサへの歩き方 ～祈りの2400km（原題：冈仁波齐　2015年）

## 出演作品
- 恋する地下鉄 （原題：開往春天的地鉄　2002年）※第5回彩の国さいたま中国映画祭で上映